# Freie Waldorfschule Magdeburg
Die Freie Waldorfschule Magdeburg wurde 1990 gegründet und befindet sich im Magdeburger Stadtteil Sudenburg. Die Ausbildung der Schüler erfolgt nach der von Rudolf Steiner (1861–1925) begründeten Waldorfpädagogik. Wie alle deutschen Waldorfschulen ist sie Mitglied im Bund der Freien Waldorfschulen. Außerdem ist sie auch Mitglied im VDP Sachsen-Anhalt (Verband Deutscher Privatschulen).

## Schulform
Die Freie Waldorfschule Magdeburg ist eine staatlich anerkannte Schule in freier Trägerschaft. Sie arbeitet nach den pädagogischen Konzepten Rudolf Steiners. Ihr einheitlicher Bildungsgang reicht von der Grundschule bis zu den staatlichen Schulabschlüssen (Hauptschulabschluss, Realschulabschluss, Abitur). Die Freie Waldorfschule Magdeburg legt besonderen Wert auf ein breites künstlerisches und praktisches Fächerangebot. Jeder Schüler durchläuft die gesamte Schullaufbahn in der Gemeinschaft seiner Klasse – eine Nichtversetzung ist nicht vorgesehen.

## Geschichte
Als sich im November 1989 in allen Lebensbereichen neue Chancen auftaten, gab es in Magdeburg einen kleinen Kreis von Menschen, die sich auch in der DDR-Zeit bereits mit Anthroposophie und Waldorfpädagogik beschäftigt hatten. Diese Gruppe engagierte sich nun teilweise im „Neuen Forum“ und setzte sich – in Verbindung mit Gruppen in anderen Städten – für die Zulassung freier Schulen ein, die auch tatsächlich von der neu gewählten Volkskammer beschlossen wurde.
Gleichzeitig wurden in Magdeburg Vorträge für Eltern und Pädagogen veranstaltet, für die erfahrene Waldorflehrer aus Braunschweig, Wolfsburg und Hildesheim anreisten. Die Pädagogische Hochschule Magdeburg organisierte einen einmonatigen Intensivkurs für Waldorfpädagogik, an dem mehr als 20 Lehrerinnen und Lehrer teilnahmen.
Aus dieser Gruppe bildete sich dann das Gründungsteam der Magdeburger Waldorfschule. Die Stadt Magdeburg stellte erste Räumlichkeiten neben dem „Waldbad Süd“ zur Verfügung. Am 1. September 1990 wurde die Waldorfschule mit ca. 100 Schülerinnen und Schülern in 6 Klassen in der Aula der Volkshochschule feierlich eröffnet – ein Jahr vor der Umstrukturierung des Schulwesens in den neuen Bundesländern. Die Waldorfschule ist somit die älteste kontinuierlich arbeitende Schule in Magdeburg.
1998 wurden erstmals die mittleren Schulabschlüsse und 1999 erstmals das Abitur an der Freien Waldorfschule Magdeburg abgenommen.

## Gebäude

### Anfänge in Magdeburg
Die Freie Waldorfschule Magdeburg wurde 1990 an der Leipziger Chaussee gegründet. Ein Jahr später zog die Schule in das Gebäude in der Grundschule Friedenshöhe um und nutzte außerdem einige Räume im Waldorfkindergarten Astonstraße. Zu diesem Zeitpunkt unterrichtete die Schule bereits 13 Klassen. Weitere Räumlichkeiten an der Halberstädter Chaussee dienten als Werkstätten. Die drei Standorte waren zwar fußläufig zu erreichen, jedoch stellten diese Wege für Lehrer wie auch für Schüler eine Belastung dar.

### Umzug in die Kroatenwuhne
Anfang 2002 überließ die Stadt dem Schulverein das Gebäude an der Kroatenwuhne – einen Plattenbau vom Typ „Erfurt II“. 1974 waren hier erstmals die Kinder des Wohngebietes zur Schule gegangen. 
Durch den Trägerwechsel entfiel der Bestandsschutz, es mussten überall neue Fluchtwege geschaffen werden. Innerhalb von einem halben Jahr mussten die ersten Räume bezugsbereit sein. Eine Bauingenieurin aus der Elternschaft hatte eine Kostenermittlung für die Sanierung eines solchen Gebäudes erarbeitet. Darin waren – einschließlich Wärmedämmung der Fassade – ca. 4 Mio. Euro veranschlagt. Der Stadtrat bewilligte eine finanzielle Unterstützung in Höhe von 1,67 Mio. Euro für die Sanierung des Gebäudes, allerdings ohne die Fassade.
2003 konnte der Umzug in das neue Gebäude abgeschlossen werden. Ein Vorteil des neuen Standorts war die Nähe der Werkstätten sowie ausreichend Platz für die damaligen Klassen. Die Finanzierung der Fassade, Schallschutzdecken und des Saalausbaus erfolgte dank weiterer Förderungen aus Bundesprogrammen. Der 2005 fertiggestellte kleine Saal wurde nach dem Magdeburger Ernst Bindel benannt, der 1925 noch von Rudolf Steiner  als Lehrer für Mathematik und Naturwissenschaften an die Stuttgarter Waldorfschule berufen wurde.
Seit 2005 wird die Freie Waldorfschule in Thale – zunächst als Freie Waldorfschule Harzvorland – im gemeinsamen Schulträgerverein betrieben und im Aufbau von der Magdeburger Schule unterstützt.
2009 wurde erstmals eine zweite Klasse 5 als Quereinsteiger-Klasse aufgenommen. Ab 2013 wurden zusätzlich auch jeweils zwei 1. Klassen aufgenommen. Dies wurde möglich, da 2012 ein neues Unterstufengebäude fertiggestellt werden konnte. Das Planungsbüro qbatur aus Quedlinburg erhielt dafür den Publikumspreis des Architekturpreises des Landes Sachsen-Anhalt 2013.
In den folgenden Jahren konnte der Schulverein ein weiteres angrenzendes Grundstück erwerben und ein Eurythmiehaus errichten sowie das Gemeinschaftshaus, das Speisesaal und Küche, Fachräume für den praktischen Unterricht sowie Freizeiträume für die Ganztagsbetreuung vereint. Die Finanzierung der Neubauten nach 2005 erfolgte ausschließlich aus Elternbeiträgen, teilweise durch Bankdarlehen vorfinanziert.

### Bau der neuen Festhalle
Bereits 2015 fand der erste Workshop für den Neubau einer Festhalle statt, jedoch verschlechterte sich 2016 die finanzielle Situation, sodass die Schule zunächst sparen musste. Im Jahr 2020 folgte ein zweiter Workshop, basierend auf den Erkenntnissen des ersten. Dabei wurde das Konzept „Alle treffen sich“ entwickelt, das einen Saal vorsieht, der Platz für alle Schüler und Lehrer bietet, sowie Nebenräume für den Musikunterricht. 
Im November 2023 erfolgte der erste Spatenstich durch die Firma Toepel. Seit dem Frühjahr 2024 sucht die Schule eine Holzbaufirma, um das Bauprojekt umzusetzen, wobei sich die Einhaltung des geplanten Nutzungsbeginns ab Mitte 2025 als schwierig erweist. Dennoch laufen die Planungen auch während des Baus weiter. Am 20. Juni 2024 wurde feierlich der Grundstein für die neue Festhalle gelegt.

## Trägerschaft
Die Freie Waldorfschule wird zusammen mit der Freien Waldorfschule Thale und den beiden angeschlossenen Schulhorten von dem gemeinnützigen Verein Freie Waldorfschule Magdeburg e.V. getragen. Derzeitige Geschäftsführer sind Christward Buchholz, Jacinto Denjean und Matthias Ziemann.

## Schule ohne Rassismus
Die Freie Waldorfschule Magdeburg ist eine von bundesweit über 3.500 Schulen im Netzwerk Schule ohne Rassismus – Schule mit Courage. Die Schule und ihre Angestellten stehen ein für eine Welt, in der die Menschenrechte für alle gelten und wollen in der Schule die Gleichwertigkeit aller Menschen leben. Die Mitglieder entwickeln im Arbeitskreis konstruktive Angebote für mehr Respekt, gegenseitige Achtung, Toleranz und Zivilcourage – ganz im Sinne der „Stuttgarter Erklärung“ des Bundes der Freien Waldorfschulen aus dem Jahr 2007, die sich im Geiste der Menschenrechte für ein solidarisches Zusammenleben aller Menschen und die Ablehnung von Diskriminierung ausspricht. Der Arbeitskreis steht allen Mitgliedern der Schulgemeinschaft offen. Alle Schüler und Schülerinnen, Mitglieder des Lehrerkollegiums und Familien sind herzlich willkommen.

## Musik an der Freien Waldorfschule Magdeburg

### Musikunterricht
Die Freie Waldorfschule Magdeburg bietet Musikunterricht von der 1. bis zur 12. Klasse an. Die musikalische Ausbildung beginnt in den ersten beiden Schuljahren mit der pentatonischen Flöte. Ab dem dritten Schuljahr wird die Sopranblockflöte eingeführt, während im 9. Schuljahr Gitarre im Klassenverband gespielt wird. Im 10. Schuljahr nehmen die Schüler an einem Chorprojekt teil, das einen zentralen Bestandteil des Musikunterrichts bildet. Neben Unterweisung in Musiktheorie und einem Schwerpunkt auf Musikanalyse wird durchgängig in allen Klassenstufen mehrstimmig gesungen.

### Schulchöre und Vokalensemble
Seit über einem Jahrzehnt besteht an der Schule ein Vokalensemble, das sich aus Eltern, Lehrern und Oberstufenschülern zusammensetzt. Dieses Ensemble tritt regelmäßig mit Aufführungen von Oratorien und Messen in der Region rund um Magdeburg auf. Der Schulchor ist in verschiedene Altersgruppen unterteilt: Ein Vorchor für die Schüler der 4. Klassen bereitet interessierte Schüler auf den Mittelstufenchor vor, in dem die Schüler der 5. bis 8. Klassen gemeinsam singen. 
Leiter der Schulchöre und des Vokalensembles ist Axel W. Rose. Ständige Gesangslehrerin ist Shirley Radig.

### Chorauftritte
Die Schulchöre und das Vokalensemble der Freien Waldorfschule Magdeburg haben im Laufe der Jahre zahlreiche Konzerte und Aufführungen absolviert. Zu den wichtigsten Chorauftritten gehören: 
- 2015: Deutsche Messe – Franz Schubert, Magdeburg, Leitung Axel W. Rose
- 2016: Weihnachtsoratorium (Auszüge) – Johann Sebastian Bach, Dortmund, Einstudierung Axel W. Rose, Leitung Linde Geißen
- 2017: Stabat Mater (Auszüge) – Karl Jenkins, Magdeburg, Leitung Axel W. Rose[17]
- 2018: Friedensmesse – Lorenz Maierhofer, Magdeburg, Leitung Axel W. Rose[18]
- 2019: Stabat Mater – Karl Jenkins, Magdeburg, Dessau, Aken, Leitung Axel W. Rose
- 2020: Weihnachtsgeschichte – Reinhold Schwab, Magdeburg, Leitung Axel W. Rose
- 2023: Stabat Mater – Karl Jenkins, Magdeburg, Leitung Axel W. Rose
- 2024: Magdeburger Friedensmesse – Axel W. Rose, Magdeburg, Leitung Axel W. Rose[19]
- 2025: Magdeburger Friedensmesse – Axel W. Rose, Magdeburg, Leitung Axel W. Rose[20]

### Instrumentalunterricht
Neben dem regulären Musikunterricht wird in den Nachmittagsstunden Instrumentalunterricht in den Räumlichkeiten der Schule angeboten. Das Angebot umfasst neben Gesangsunterricht auch das Erlernen von Instrumenten wie Klavier, Cello und Violine.